# Andechs (Schiff)
Die Andechs war ein Raddampfer auf dem Ammersee, der im Sommer bis zur Außerdienststellung im Liniendienst zwischen den Orten am See verkehrt hat. Sie war das baugleiche Schwesterschiff der noch immer verkehrenden Diessen. Heute dient sie der Bayrischen Seglervereinigung e.V. als schwimmendes Vereinsheim.

## Technik
Das Schiff hat eine Gesamtlänge von 34 Metern bei einer Breite von 9,4 Metern. Es war zugelassen für 400 Passagiere. Angetrieben wurde sie von einer Dampfmaschine mit 230 PS die auf zwei Seitenschaufelräder wirkte.

## Geschichte
Der von der Firma J.A. Maffei in München in Teilen angefertigte Königlich Bayerische Schaufelraddampfer wurden in der Werft Stegen am Ammersee zusammengebaut und nach dem Kloster Andechs benannt. Der Stapellauf erfolgte am 25. Juli 1907.
Im Jahr 1920 übernahm die Reichsbahndirektion den Betrieb der Staatlichen Schifffahrt und den Personenverkehr auf dem Ammersee. Familienrundfahrten waren beliebte Ausflugsziele.

Während des Zweiten Weltkriegs fuhren die Schiffe auch im Winter. Sie waren teilweise die einzige Verbindungsmöglichkeit zwischen West- und Ostufer. Im April 1945 musste die Andechs nach Holzhausen an den Dampfersteg verlegt werden, um einer Bombardierung auszuweichen. Dort demolierten nach Kriegsende die Besatzungssoldaten den Dampfer, sodass er auf Grund ging. Im September 1945 wurde die leck geschlagene Andechs von ihrem Schwesterschiff Diessen nach Stegen in den Heimathafen geschleppt. 

Am 12. Mai 1946 erfolgte die Freigabe der Schifffahrt für den zivilen Verkehr. Zuständig war das Verkehrs- und Wirtschaftsministerium für die öffentlich dringend benötigten Verkehrsmittel. Der Straßenverkehr hatte noch keine Bedeutung erlangt. Im Laufe der Zeit wurden die Sicherheitsvorschriften strenger. Da ein notwendig gewordener neuer Kessel zu teuer war und sich außerdem immer weniger Heizer fanden, um täglich bis zu 1,5 Tonnen Kohle zu verschüren, wurde der Dampfer 1955 vom TÜV stillgelegt.
Er wurde von der Bayrischen Seglervereinigung e.V., die damals auf Suche nach einem neuen Standort war, gekauft und so vor der Verschrottung gerettet. Der Kaufvertrag ist datiert zum 13. April 1956, der Kaufpreis betrug 8.000 DM. Die Firma Südmetall Stuttgart erwarb die Dampfmaschine zu einem Verschrottungspreis von DM 3.000. Die Abteilung Sport des Innenministeriums gewährte einen Zuschuss von DM 5.000 zum Kauf.
Am 13. März 1956 bewilligte die Schlösser- und Seenverwaltung München einen Dauerliegeplatz in Utting vor dem „Hexenhäusl“.
Die Andechs wird seither als Vereinsheim und Hafen durch die BSV genutzt. Sie wird alle zehn Jahre im Trockendock der Werft Stegen überholt, um das schwimmende Denkmal zu erhalten.